# William FitzGerald (2e duc de Leinster)
Pour les articles homonymes, voir William FitzGerald et FitzGerald.
William Robert FitzGerald (12/13 mars 1749 - 20 octobre 1804) est un homme politique libéral irlandais et propriétaire foncier. Il est le 2e duc de Leinster.

## Carrière
Il fait son Grand Tour entre 1768 et 1769. À la même époque, il est également député de Kildare Borough. il siège ensuite à la Chambre des communes irlandaise pour la ville de Dublin jusqu'en 1773, date à laquelle il hérite du titre et des domaines de son père. Il est nommé haut-shérif de Kildare pour 1772. Politiquement, il est un partisan libéral du parti des patriotes irlandais de Henry Grattan et il cofonde le club irlandais des whigs en 1789. Il contrôle environ six sièges de députés du comté de Kildare à la Chambre des communes irlandaise. En 1779, il est élu colonel du Dublin Regiment of Irish Volunteers.
En 1770, il est élu grand maître de la Grande Loge d'Irlande, poste qu'il occupe pendant deux ans. Il est réélu pour une autre année en 1777. En 1783, il est l'un des premiers chevaliers de l'Ordre de Saint-Patrick nouvellement créé.
En 1788-1717, il est maître des rôles en Irlande. En principe, il s’agit d’une haute fonction judiciaire, alors que dans les faits, ce n'est qu’une sinécure, mais le choix si flagrant d’un homme qui n’est absolument pas qualifié, suscite des commentaires défavorables. Quelques années plus tard, la règle change pour que le poste soit occupé par un avocat réputé.
Il est partisan de Émancipation des catholiques et aide à fonder le séminaire catholique de Maynooth en 1795. Se retirant du parlement avec Grattan en 1797, il s'installe en Angleterre pour y retrouver sa femme malade et y reste pendant la rébellion de 1798.

## Famille

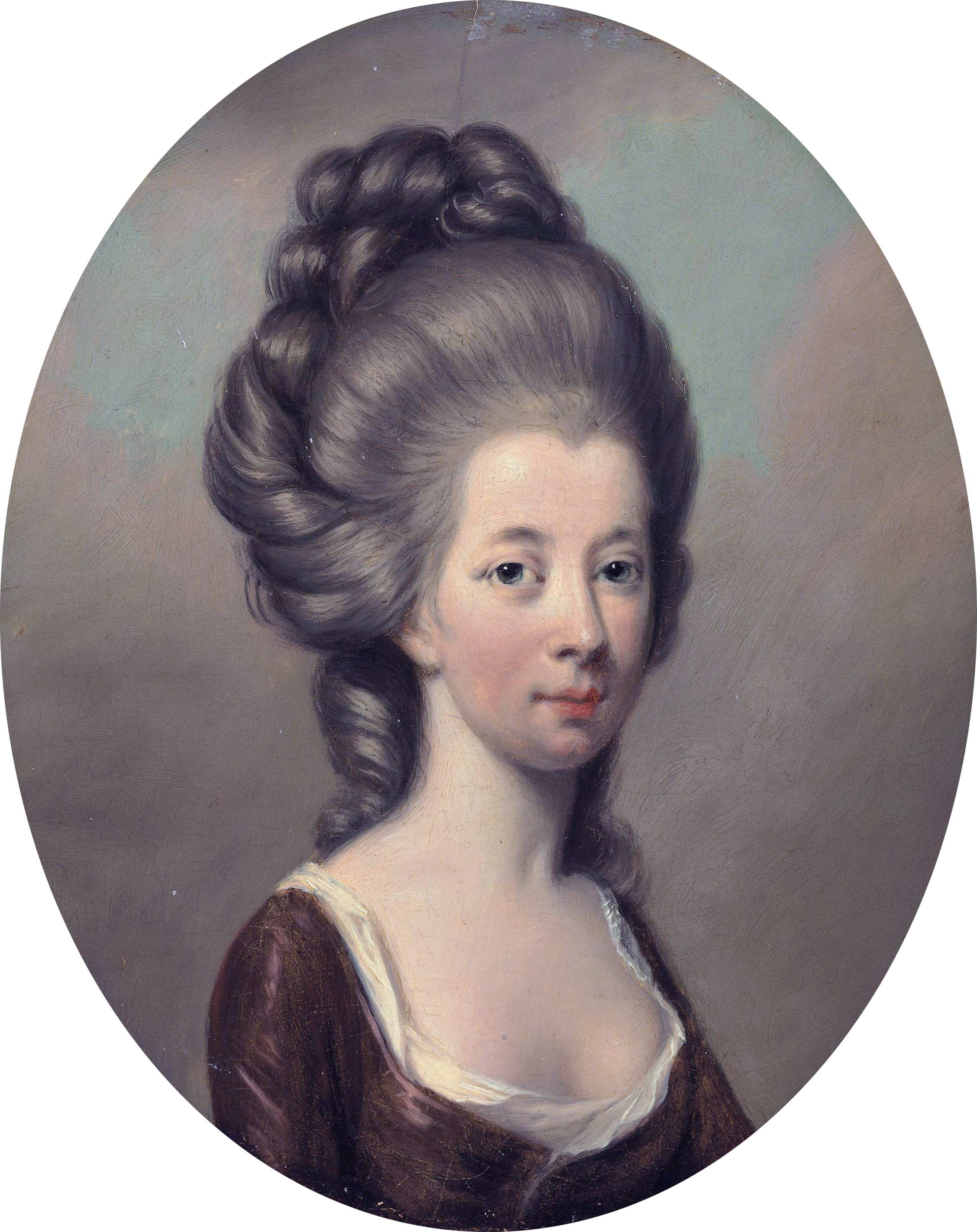
Emilia Olivia St George, duchesse de Leinster (Hugh Douglas Hamilton)

Il est le fils de James FitzGerald (1er duc de Leinster) et Emily Lennox. Les 4 et 7 novembre 1775, il épouse Emilia Olivia Usher St George, fille de St George Saint-George, 1er baron St George et Elizabeth Dominick, décédée à Londres le 23 juin 1798. Il est également le frère aîné d'Edward FitzGerald (homme politique) révolutionnaire des années 1790, et le cousin de l'homme politique libéral anglais Charles James Fox.
Ils ont plusieurs enfants:
- Mary Rebecca FitzGerald (6 mai 1777 - 28 septembre 1842); mariée le 15 avril 1799, à Charles Lockhart-Ross (7e baronnet) (décédé le 8 février 1814)
- Emily Elizabeth FitzGerald (13 mai 1778 - 9 février 1856); mariée le 13 mars 1801 à John Joseph Henry de Straffan (décédé le 28 juin 1846)
- George FitzGerald, marquis de Kildare (Carton, 20 juin 1783 - 10 février 1784)
- Cecilia Olivia Geraldine FitzGerald (3 mars 1786 - Londres, 27 juillet 1863); mariée à Boyle Farm, Kingston upon Thames le 18 août 1806 à Thomas Foley (3e baron Foley) (22 décembre 1780 - Londres, 16 avril 1833)
- Olivia Letitia Catherine FitzGerald (9 septembre 1787 - Bath, 28 février 1858); mariée à Londres le 8 mai 1806 à Charles Kinnaird, 8e baron Kinnaird (12 avril 1780 - Brighton , 12 décembre 1826)
- Augustus FitzGerald (3e duc de Leinster) (1791–1874), épouse Charlotte Augusta Stanhope (1793–1859)
- William Charles O'Brien Fitzgerald (4 janvier 1793 - 8 décembre 1864); marié et a:
  - Geraldine Sydney FitzGerald (décédée en 1896); mariée le 2 octobre 1855 à Henry William Paget Butler (28 avril 1831 - 14 août 1913)
- Isabella Charlotte FitzGerald (décédée en 1868); marié le 1er juin 1809 au major-général Louis Guy Charles Guillaume de Rohan-Chabot, comte de Jarnac (1780-1875), dont le fils unique est:
  - Philippe-Ferdinand-Auguste de Rohan-Chabot (1815-1875), comte de Jarnac
- Elizabeth FitzGerald (décédée le 28 février 1857); mariée le 22 juillet 1805 à Edward Baker, 1er baronnet (décédé en 1825)

Ses maisons se trouvent à Carton, où il est décédé, à Kilkea dans le Comté de Kildare, et à Leinster House à Dublin (siège du parlement irlandais). Il est l'un des membres fondateurs de l'Ordre de Saint-Patrick en 1783 et de l'Académie royale d'Irlande (1785). Il est également un investisseur important dans la société du canal royal créée en 1790. Les domaines de sa famille de 60 000 acres (25 000 ha) à Kildare se divisent en trois parties principales, autour de Maynooth, Rathangan et Athy. Il reconstruit le pont principal à Athy sur la rivière Barrow.